# Termecsü
Termecsü – vagy Tarmacsu, Termacsu, Tormás – (középgörög nyelven Termadzusz, Tερματζους) Teveli fia, Tarkacsu unokája, Árpád fejedelem dédunokája volt. 948 körül ő képviselte a fejedelmi dinasztiát a Bulcsú harka vezetésével Bizáncba látogató küldöttségben. Valószínűleg az ő információi alapján írta VII. Konstantin császár A birodalom kormányzásáról írt művének magyarokról szóló részét.
Valószínűleg ekkor Konstantinápolyban megkeresztelkedett, és a császártól megkapta a „barát” címet, ami az idegen fejedelmeknek adható harmadik legmagasabb cím volt.
Györffy György szerint a 955-ös augsburgi vereséget Árpád utódainak négy ága közül csak kettő élte túl sértetlenül, Zolta fia Taksonyé és Tarhacsi unokája Termacsué. Jutocsa fia Falicsié és Jelek unokája Lélé – amely ágak ott voltak a Lech-mezőn – katonailag meggyengülve kiszorultak a hatalomból.
Hóman és Györffy szerint ezért valószínű, hogy Koppány Tarhacsi ágához tartozott és apja – Tar Zerind – Termacsu öccse volt.
Szállásai – Tormás néven azonosíthatók – Baranyában és Tolnában voltak.
A Tarkacsu–Teveli–Termecsü ág szállásai – Tarhos–Tevel–Tormás és hasonló helynevek – különösen sűrűsödtek a későbbi Tolna vármegye területén, annak mintegy nemzetségi előzményét alkották a vármegyerendszer megszervezésekor.

## Nevének eredete
A végső soron görög eredetű terem („palota”) szó elterjedt a török népek között is, ahol a termecsü „palotagróf”, „palatinus” értelmű méltóságnév lett, ebből lett személynév. A termecsü cím közvetve összefügg a kazároknál 730-ban feljegyzett termecs~tarmacs címmel.